# Le due tigri
Le due tigri è un romanzo d'avventura del 1904 scritto dal novelliere veronese Emilio Salgari ed è il quarto capitolo del suo ciclo indo-malese.
La storia si svolge otto anni dopo gli avvenimenti narrati nel primo romanzo del ciclo, Le tigri di Mompracem. Se in quel caso il termine "tigri" era riferito, per estensione, a tutti i pirati seguaci di Sandokan (altrove identificati come "tigrotti"), in questo romanzo indica pienamente la "Tigre della Malesia" da un lato e, dall'altro, il suo antagonista Suyodhana, capo dei Thugs e "Tigre dell'India". 
Rispetto alla sua precedente apparizione ne I misteri della jungla nera, infatti, Suyodhana non è più un uomo senza volto, che poco a poco si materializza nel capo dei Thugs, ma un personaggio di incredibile complessità. Egli «gode di una fama leggendaria, incarna la Trimurti, è egli stesso l'emanazione di un territorio proibito [...]: è insomma un antagonista degno di Sandokan, il quale infatti va a sfidarlo sul suo stesso terreno». Inoltre, il continuo riferimento alla simbologia della tigre dà un tocco onirico e spettrale all'intero romanzo. 

## Trama
India, 1857. Sandokan giunge in India alla guida dei suoi tigrotti, in soccorso dell'amico Tremal-Naik. Quest'ultimo, rimasto di recente vedovo di Ada Corishant, ha subito un ulteriore dramma: sua figlia, la piccola Darma, è stata rapita dai Thugs comandati da Suyodhana con l'intento di sacrificarla, come già fece con la madre, alla dea del male Kālī.

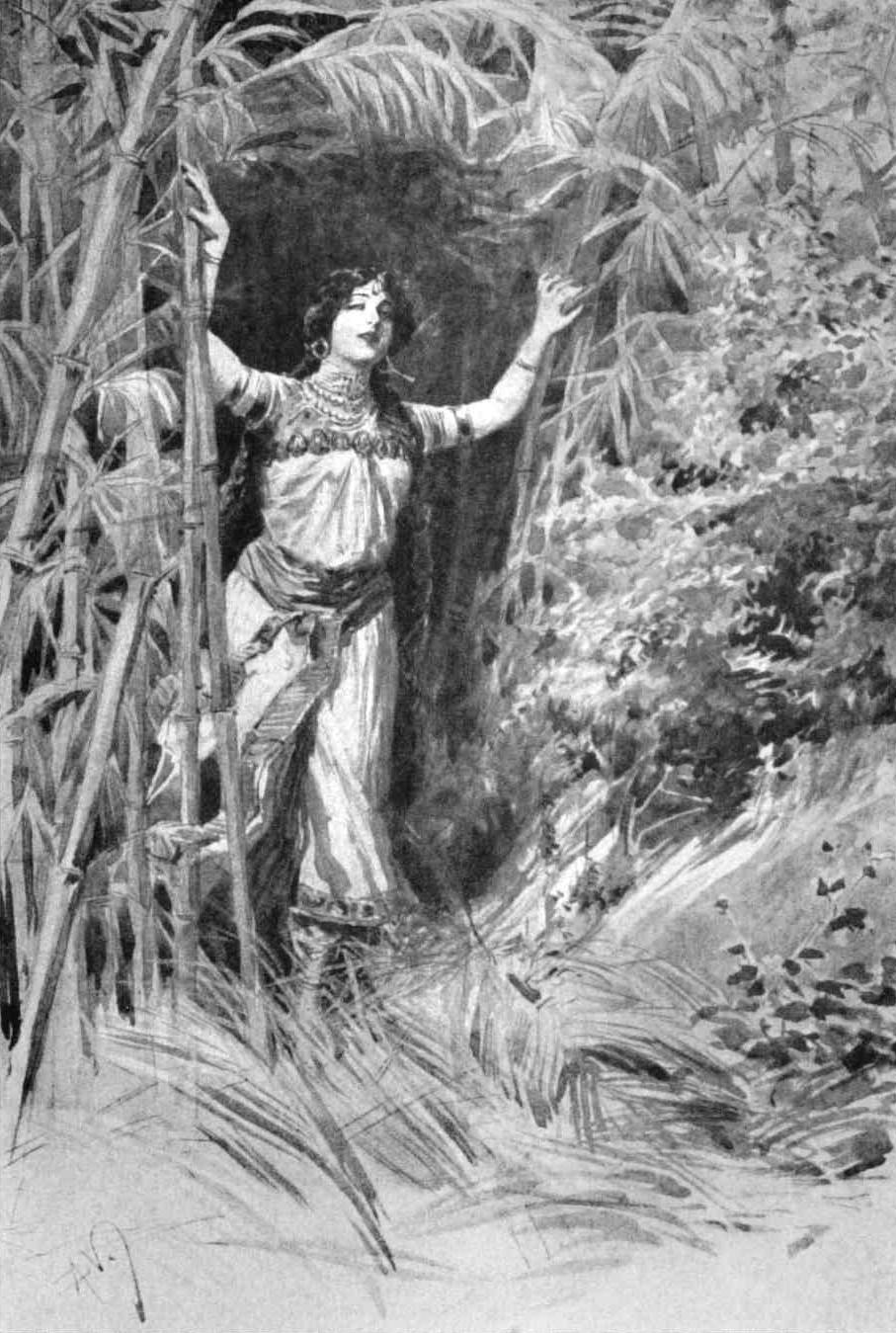
«… una voce armoniosa… disse: - Buona sera, sahibs! Sirdar mi manda a voi.»

Surama, una giovane baiadera indiana figlia del deposto rajah dell'Assam e fatta prigioniera dai Thugs, riesce a fornire indicazioni importanti alla Tigre e i suoi fedeli. Grazie al suo aiuto, Sandokan e i compagni riescono a rapire il manti, sacerdote della dea Kalì, da cui scoprono che la setta di strangolatori è ancora stanziata sull'isola di Raimangal, già loro covo nel secondo romanzo del ciclo, I misteri della jungla nera.
Il gruppo organizza una spedizione nella giungla alla volta di Raimangal a cavallo di due elefanti. Il viaggio è denso di imprevisti (in sequenza, un violento uragano, l'attacco di un rinoceronte e due tigri, senza contare i Thugs che tentano più volte di sabotare la spedizione, riuscendo ad uccidere entrambi i pachidermi), ma malgrado i contrattempi, Sandokan e i compagni, a cui si unisce anche l'ufficiale francese de Lusaac, giungono a Raimangal e manomettono l'impianto idrico, allagando i sotterranei della setta e distruggendola per sempre.
Lo spietato Suyodhana, però, fugge con la piccola Darma a Delhi, città attanagliata dal dramma della rivolta dei Sepoy, sperando di poter trovare asilo fra i ribelli, ma nulla impedirà a Sandokan di affondare il suo pugnale nel ventre del nemico e di salvare Darma. Distruggendo la setta di Kali, però, la Tigre della Malesia, ironia della sorte, ha reso un servigio storico all'Inghilterra, sua acerrima avversaria. Sandokan, Yanez, Tremal-Naik e la figlia Darma salpano dunque per Mompracem, insieme a Surama e a Sirdar, il giovane bramino che serviva Suyodhana.

## Opere derivate
- Dal romanzo è stato tratto un unico film, diretto da Giorgio Simonelli: Le due tigri (1941).
- Nel 1988 dal romanzo è stata tratta una parodia disneyana, Le due tigri.
- Nella storia a fumetti Gli Strangolatori, contenuta negli albi 312 e 314 (anno 1986) della serie mensile di Tex, lo sceneggiatore Claudio Nizzi e il disegnatore Aurelio Galleppini si ispirano in modo piuttosto esplicito al finale del romanzo.[5]

## Edizioni
- Emilio Salgari, Le due tigri, Antonio Vallardi Editore, 1971,  p. 354.
- Emilio Salgari, Le due tigri, Salgariana, Ugo Mursia,  p. 272, ISBN 978-88-425-4121-9.